# Alessandro Mancini
Pour les articles homonymes, voir Mancini.
Pour l'homme politique saint-marinais du même nom, voir Alessandro Mancini (homme politique).
Alessandro Mancini (mansini), de son nom complet Alessandro Faiolhe Amantino, né le 1er août 1980 à Belo Horizonte, est un footballeur brésilien évoluant au poste d'ailier. À la fin de sa carrière, il se reconvertit comme entraîneur.
Il est actuellement l'entraîneur du Foggia Calcio.

## Biographie
Passé par l'Atlético Mineiro, Portuguesa et São Caetano dans son pays natal, il est annoncé comme le successeur de Cafú à son arrivée. Il s’est depuis imposé dans un rôle plus offensif que son prédécesseur.
En 2003, il est prêté à Venezia Calcio en Série B par l'AS Rome, où il réalise une saison pleine. À son retour de prêt, il devient titulaire dans l'équipe de la Capitale. Il marque alors 8 buts et termine meilleur passeur du club en 2003-2004. Cette année-là, il devient l'idole des supporters avec un but à la Madjer lors d’une victoire 2-0 face à l’ennemi juré, la Lazio.
En 2005-2006, il marque à 12 reprises et il forme avec Francesco Totti un très bon duo offensif. 
Après les déceptions des deux finales de Coupe d'Italie d'affilée, perdues contre l'Inter Milan (en 2005 puis en 2006), lui et l'AS Rome prennent leur revanche en 2007 en enlevant la Coupe d'Italie aux Nerazzurri.
En juillet 2008, il signe à l'Inter Milan pour un transfert évalué à 13 millions d'euros. Indésirable à l'Inter Milan, il est annoncé avec insistance du côté de l'Olympique de Marseille pour un prêt mais il fait choix du Milan AC qui relèvera d'un cuisant échec. Il quittera l'Italie pour retourner jouer au Brésil.
Il est condamné le 28 novembre 2011 à 2 ans et huit mois de prison pour le viol d'une jeune femme au cours d'une fête organisée par son compatriote et joueur du Milan AC (à l'époque), Ronaldinho.

## Carrière de joueur

### En club
- 1998-2000 :  Atlético Mineiro
- 2000-fév. 2001 :  Portuguesa de Desportos
- mars 2001-2001 :  São Caetano
- 2001-2002 :  Atlético Mineiro
- 2002-2003 :  Venezia Calcio
- 2003-2008 :  AS Rome
- 2008-déc. 2010 :  Inter Milan
  - fév..2010-2010 :  Milan AC (prêt)
- jan. 2011-avr. 2013 :  Atlético Mineiro
  - 2012-déc. 2012 :  ES Bahia (prêt)
- nov.2013-avr. 2014 :  Villa Nova AC
- avr. 2014-déc. 2015 :  América MG
- jan. 2016-2016 :  Villa Nova AC

### En équipe nationale
Mancini compte 9 sélections avec l'équipe du Brésil, la première en novembre 2004 contre la Hongrie et la dernière en juin 2008 contre l'Argentine.

## Palmarès
- Vainqueur de la Copa América en 2004 avec l'équipe du Brésil
- Finaliste de la Coupe d'Italie en 2005, 2006 (AS Rome)
- « Ballon d'argent brésilien » en 2002
- Vainqueur de la Coupe d'Italie 2007 et 2008 avec l'AS Rome
- Champion d'Italie en 2009 avec l'Inter Milan.